# New Japan Pro-Wrestling
New Japan Pro-Wrestling (新日本プロレス Shin Nihon Puroresu) je japonská profesionální wrestlingová společnost založená v lednu 1972 Antoniem Inokim. V roce 2005 ji prodal společnosti Yuke's, která ji v roce 2012 prodala společnosti Bushiroad. K roku 2024 je prezidentem společnosti Naoki Sugabajaši a také Kacuhiko Harada, ten na postu působí od roku 2016.
Je to největší wrestlingová společnost v Japonsku. V letech 1972 až 1986 patřila pod společnnost National Wrestling Alliance. Největší pořádanou akcí společnosti je Dome Show pořádaná na začátku ledna. Vůbec poprvé se pořádala v roce 1992. V roce 2007 byla show přejmenovaná na Wrestle Kingdom.
Dne 1. prosince 2014 vznikla online platforma NJPW World, kde je možné sledovat všechny hlavní akce společnosti.

## Pořádané akce

### Hlavní akce
- Wrestle Kingdom
- New Year Dash!!
- The New Beginning
- NJPW Anniversary Show
- Sakura Genesis
- Wrestling Dontaku
- Dominion
- Destruction
- Power Struggle

### Spolupráce s jinými společnostmi
- Fantastica Mania (s CMLL)
- All Together (s UJPW)
- Forbidden Door (s AEW)
- Historic X-Over (s Stardom)
- Multiverse (s TNA)

## Tituly
| Název                                         | Držitel                                    | Datum zisku     |
| Mužské                                        | Mužské                                     |                 |
| --------------------------------------------- | ------------------------------------------ | --------------- |
| IWGP World Heavyweight Championship           | Jon Moxley                                 | 12. dubna 2024  |
| IWGP Global Heavyweight Championship          | David Finlay                               | 4. května 2024  |
| IWGP Junior Heavyweight Championship          | Sho                                        | 23. února 2024  |
| NEVER Openweight Championship                 | Shingo Takagi                              | 6. dubna 2024   |
| Strong Openweight Championship                | Gabe Kidd                                  | 11. května 2024 |
| KOPW 2024                                     | Yuya Uemura                                | 27. dubna 2024  |
| NJPW World Television Championship            | Jeff Cobb                                  | 4. května 2024  |
| Tag team                                      |                                            |                 |
| IWGP Tag Team Championship                    | Bullet Club                                | 4. května 2024  |
| IWGP Junior Heavyweight Tag Team Championship | Bullet Club War Dogs                       | 4. února 2024   |
| Strong Openweight Tag Team Championship       | Guerrillas of Destiny                      | 11. května 2024 |
| NEVER Openweight 6-Man Tag Team Championship  | Toru Yano, Oleg Boltin a Hiroshi Tanahashi | 14. dubna 2024  |
| Ženské                                        |                                            |                 |
| IWGP Women's Championship                     | Mayu Iwatani                               | 23. dubna 2023  |
| Strong Women's Championship                   | Stephanie Vaquer                           | 10. března 2024 |